# Bétheniville
Bétheniville település Franciaországban, Marne megyében. Lakosainak száma 1270 fő (2022. január 1.). Bétheniville Aussonce, Hauviné, La Neuville-en-Tourne-à-Fuy, Saint-Clément-à-Arnes, Pontfaverger-Moronvilliers és Saint-Hilaire-le-Petit községekkel határos.

## Népesség
A település népességének változása:
| Lakosok száma | 773  | 803  | 843  | 967  | 1244 | 1281 | 1275 | 1281 | 1290 | 1270 |
|               | 1968 | 1982 | 1990 | 2006 | 2013 | 2015 | 2017 | 2019 | 2020 | 2022 |